# エレイン・タローン
エレイン・タローン（Elaine Tarone）は言語学者、ミネソタ大学の名誉教授。現在、The Modern Language Journalの編集委員を務める。

## 半生
カリフォルニア州モデストで生まれ、1962年にトーマスダウニー高校を卒業した。大学1年生をモデストジュニアカレッジで過ごし、1966年にカリフォルニア大学バークレー校で学士号を取得。ニューヨークのハーレムにあるストリートアカデミーで夏にボランティア活動をした後、彼女はカリフォルニア大学バークレー校で中等教育の資格を取得した。カリフォルニア州アラメダのエンシナル高校で1年間英語とスペイン語を教え、1969年にエディンバラ大学応用言語学部で応用言語学の学位を取得した。シアトルのワシントン大学に転校し、修士号（1970）と博士号を取得した。音声科学で、アフリカ系アメリカ人の言語英語でイントネーションに関する彼女の研究に関する論文を書いている。

## 教育と研究
タローンが発表した第二言語習得に関する研究は1972年に始まり、2018年現在、学術雑誌と編集された巻の10冊の本と135以上の論文がある。1996年から2016年にミネソタ大学を退職するまで、彼女は大学の言語習得高度研究センター（CARLA）の所長を務めた。主な研究対象は、第二言語習得に影響を与える社会言語学的要因であり 、特に中間言語、中間言語変異、そしてアルファベット活字の読み書き能力が口頭での第二言語習得に与える影響についての研究で知られている。
1972年に、彼女は言語間音韻論に関する最初の論文を発表し、1978年には、第二言語習得におけるコミュニケーションストラテジーに関する最初の研究を発表した。彼女はまた、アカデミック・ライティングの文法的・修辞的構造に関する研究を発表している。1984年から1989年の間は応用言語学誌の編集者だった。 1991年から92年にかけてアメリカ応用言語学協会の会長を務め、2012年には、その協会のDistinguished Scholarship and ServiceAwardを受賞した。
ジョージ・ユールとの彼女の1989年の本、Focus on the Language Learnerは、言語教師にとって重要な第二言語習得研究の問題の明確な概要を提供することを目的としている。彼女の共著2009年の著書ExploringLearnerLanguageは、言語教師がスキルを開発し、ツールを使用して、成人の第二言語学習者の転写されたビデオで提供される学習者の言語サンプルを分析するのに役立つ。最近の研究論文では、第二言語学習者の口頭談話における自発的な言語遊びに焦点を当て、特に、学習者が自分よりも能力の高い、あるいは低い主人公の声を想像して演じたときに、口頭談話の中で明らかになる言語間のバリエーションについて研究している。